# Жолт Петри
Жолт Петри (мађ. Petry Zsolt; 23. септембар 1966) је био мађарски фудбалер, голман, репрезентативац и фудбалски тренер. Проглашен је фудбалером године у Мађарској 1990. године.

## Каријера

### Клуб
Играо је у свом првом тиму у МТК-ВМ две године између 1985. и 1987. Године 1987. постао је голман Видеотона, па је после прешао у будимпештански Хонвед. Године 1991. прелази у иностранство у белгијски тим ККА Гент. Ту је био под уговором четири године. После тога одлази у Турску где брани за Генцлербирлиги С.К, а затим поново одлази у Белгију, овог пута у Шарлроа. Једну сезону касније постао је играч Фејенорда, а сезону 1998/99 почео је у Ајнтрахту из Франкфурта. Године 1999. прешао је у матични клуб МТК на годину дана, а затим је одабрао Коткан у Финској. У периоду 2001/02, поново се вратио у Мађарску као играч Дунафер СЕ, а затим постао голман немачког ШК Падерборн 07. Од 2004. године ради као тренер голмана. Својим узорима сматра голмане Елемера Пискија, Андраша Палинкаша, Ласла Какаша и Берталана Бичкеија.

### Репрезентација
Са репрезентацијом Мађарске је 1984. године освојио Европско првенство за младе. У сениорској репрезентацији је играо у периоду од 1988. до 1996. године и одиграо је 38 утакмица. У 1991. години бранио је и у репрезентацији света.

### Тренер
Као тренер почео је да ради у Падерборну 2004. године, а затим се придружио штабу Ервина Кумана 15. маја 2008, попут Золтана Ачела и Чабе Мате, који су сви учествовали у раду у репрезентацији Мађарске. Од 2009. је шест година био тренер голмана Хофенхајма у немачком врху. На позив Пала Дардаија, 2015. године, ступио је у стручни штаб Херте БСЦ, као тренер голмана, одакле је отпуштен 6. априла 2021. године, након што је, одлуком клуба, дао изјаву са политички садржај супротан Хертиним вредностима.
Петри је 5. априла 2021. био жестоко критикован на друштвеним мрежама због хомофобичних и антиимигрантских изјава које је дао у интервјуу за мађарски лист Мађар Немзет. Следећег дана Херта га је отпустила са места тренера голмана, наводећи да су његове примедбе неспојиве са вредностима клуба.

## Достигнућа
- Европско првенство у фудбалу до 19 година
  - шампион: 1984. СССР
- Фудбалер године: 1990.
- Прва лига Мађарске у фудбалу
  - шампион: 1990/91